# Charles Mingus
Charles Mingus Jr. (ur. 22 kwietnia 1922 w Nogales, zm. 5 stycznia 1979 w Cuernavaca) – amerykański kontrabasista jazzowy, kompozytor, bandlider i pianista. Był także znanym aktywistą antyrasistowskim.
Zmarł mając 56 lat w Cuernavace w Meksyku, dokąd podróżował w celu leczenia i rekonwalescencji. Jego prochy rozsypano na rzece Ganges.

## Dyskografia

### Jako lider zespołu
- Baron Mingus – West Coast 1945–1949 (1949, Uptown)
- Strings and Keys (duet ze Spauldingiem Givensem) (1951, Debut)
- The Young Rebel (1952, Swingtime)
- The Charles Mingus Duo and Trio (1953, Fantasy)
- Charles Mingus Octet (1953, Debut)
- The Moods of Mingus (1954, Savoy)
- Jazzical Moods (1954, Bethlehem), Później wznowione jako The Jazz Experiments of Charles Mingus
- Mingus at the Bohemia (1955, Debut)
- The Charles Mingus Quintet & Max Roach (1955, Debut)
- Pithecanthropus Erectus (1956, Atlantic)
- The Clown (1957, Atlantic)
- Mingus Three (1957, Jubilee)
- East Coasting (1957, Bethlehem)
- A Modern Jazz Symposium of Music and Poetry (1957, Bethlehem)
- Blues & Roots (1959, Atlantic)
- Mingus Ah Um (1959, Columbia)
- Mingus Dynasty (1959, Columbia)
- Jazz Portraits: Mingus in Wonderland (1959, United Artists)
- Pre-Bird (znane jako Mingus Revisited) (1960, Mercury)
- Mingus at Antibes (1960, Atlantic)
- Charles Mingus Presents Charles Mingus (1960, Candid)
- Reincarnation of a Lovebird (1960, Candid)
- Tonight at Noon (1961, Atlantic)
- Vital Savage Horizons (1962, Alto)
- Tempo di Jazz (1962, Tempo di Jazz)
- Town Hall Concert (1962, Blue Note)
- Oh Yeah (1962, Atlantic)
- Tijuana Moods (1962, RCA)
- The Black Saint and the Sinner Lady (1963, Impulse!)
- Mingus Mingus Mingus Mingus Mingus (1963, Impulse!)
- Mingus Plays Piano (1963, Impulse!)
- Soul Fusion (1963, Pickwick live)
- Revenge! (występ na żywo 1964 roku z Erikiem Dolphym; wydane przez Prestige jako The Great Paris Concert)
- Town Hall Concert (1964, Fantasy)
- Concertgebouw Amsterdam, Vol. 1 (1964, Ulysse Musique)
- Charles Mingus Live In Oslo 1964 Featuring Eric Dolphy (1964, Jazz Up)
- Charles Mingus Sextet Live In Stockholm 1964 (1964, Royal Jazz)
- Charles Mingus Sextet Live In Europe (1964, Unique Jazz)
- The Great Concert of Charles Mingus (1964, America)
- Charles Mingus Sextet with Eric Dolphy Cornell 1964 (2007, Blue Note)
- Mingus In Europe (1964, Enja)
- Mingus In Stuttgart, April 28, 1964 Concert (1964, Unique Jazz)
- Right Now: Live At The Jazz Workshop (1964, Fantasy)
- Mingus At Monterey (1964, Mingus JWS)
- Music Written For Monterey 1965. Not Heard... Played In Its Entirety At UCLA, Vol. 1&2 (1965, Mingus JWS)
- Charles Mingus – Cecil Taylor (1966, Ozone)
- Statements (1969, Joker)
- Paris TNP (1970, Ulysse Musique)
- Charles Mingus Sextet In Berlin (1970, Beppo)
- Charles Mingus (1971, Columbia)
- Charles Mingus and Friends In Concert (1972, Columbia)
- Charles Mingus Quintet Featuring Dexter Gordon (1972, White Label)
- Let My Children Hear Music (1972, Columbia)
- Passions of a Man (1973, Atlantic)
- Mingus at Carnegie Hall (1974, Atlantic)
- Changes One (1974, Atlantic)
- Changes Two (1974, Atlantic)
- Mingus Moves (1974, Atlantic)
- Village Vanguard 1975 (1975, Blue Mark Music)
- The Music Of Charles Mingus (1977, Bayside)
- Stormy & Funky Blues (1977)
- Cumbia & Jazz Fusion (1977, Atlantic)
- Three or Four Shades of Blues (1977)
- His Final Work (1977)
- Something Like a Bird (1979, Atlantic) (Mingus nie grał na tej sesji)
- Me, Myself An Eye (1979, Atlantic) (Mingus nie grał na tej sesji)
- Epitaph (1990, Columbia) (Mingus nie grał na tej sesji)
- Mingus Mysterious Blues (1990, Candid) (Mingus nie grał na tej sesji)

### Jako muzyk towarzyszący
- Robbins' Nest (Illinois Jacquet) (1945, Toho)
- Mellow Mama (Dinah Washington) (1945, Delmark)
- Hot Piano (Wilbert Baranco) (1946, Tops)
- Ivie Anderson and Her All Stars (Ivie Anderson) (1946, Storyville)
- Lionel Hampton and His Orchestra 1948 (Lionel Hampton) (1948, Weka)
- Lionel Hampton in Concert (Lionel Hampton) (1948, Cicala Jazz)
- The Red Norvo Trio (Red Norvo) (1951, Savoy)
- Move (Red Norvo) (1951, Savoy)
- Miles Davis at Birdland 1951 (Miles Davis) (1951, Beppo)
- Jazz in Storyville (Billy Taylor) (1951, Roost)
- The George Wallington Trios Featuring Charles Mingus, Oscar Pettiford, Max Roach (1952, Prestige)
- Spring Broadcasts 1953 (Bud Powell) (1953, ESP)
- Inner Fires (Bud Powell) (1953, Electra/Musician)
- Jazz at Massey Hall (Charlie Parker) (1953, Debut)
- Introducing Paul Bley (Paul Bley) (1953, Debut)
- Explorations (Teo Macero) (1953, Debut)
- The New Oscar Pettiford Sextet (Oscar Pettiford) (1953, Debut)
- Ada Moore (Ada Moore) (1954, Debut)
- Mad Bebop (J.J. Johnson) (1954, Savoy)
- The Eminent J.J. Johnson (J.J. Johnson) (1954, Blue Note)
- Evolution (Teddy Charles) (1955, Prestige)
- Relaxed Piano Moods (Hazel Scott) (1955, Debut)
- The John Mehegan Trio/Quartet (John Mehegan) (1955, Savoy)
- Very Truly Yours (Jimmy Scott) (1955, Savoy)
- The Fabulous Thad Jones (Thad Jones) (1955, Debut)
- New Piano Expressions (John Dennis) (1955, Debut)
- Easy Jazz (Ralph Sharon) (1955, London)
- Blue Moods (Miles Davis) (1955, Prestige)
- The Word from Bird (Teddy Charles) (1956, Atlantic)
- New Faces (Jimmy Knepper) (1957, Debut)
- Money Jungle (Duke Ellington, Max Roach) (1962, Blue Note)
- Mingus (Joni Mitchell) (1979, Asylum)

## Nagrody i odznaczenia
- 1971 Guggenheim Fellowship (Music Composition)
- 1971: dołączony do Down Beat Jazz Hall of Fame
- 1982: dołączony do Big Band and Jazz Hall of Fame
- 1993: Biblioteka Kongresu zebrała materiały dotyczące Mingusa (w tym zdjęcia, dokumenty i nagrania) i nazwała je "najważniejszym zbiorem jazzowym w historii Biblioteki"
- 1995: United States Postal Service wydała znaczek z podobizną Mingusa
- 1997: pośmiertnie Grammy Lifetime Achievement Award.
- 1999: album Mingus Dynasty (1959) został dołączony do Grammy Hall of Fame.
- 2005: dołączony do Jazz at Lincoln Center, Nesuhi Ertegün Jazz Hall of Fame.